# Verajoch

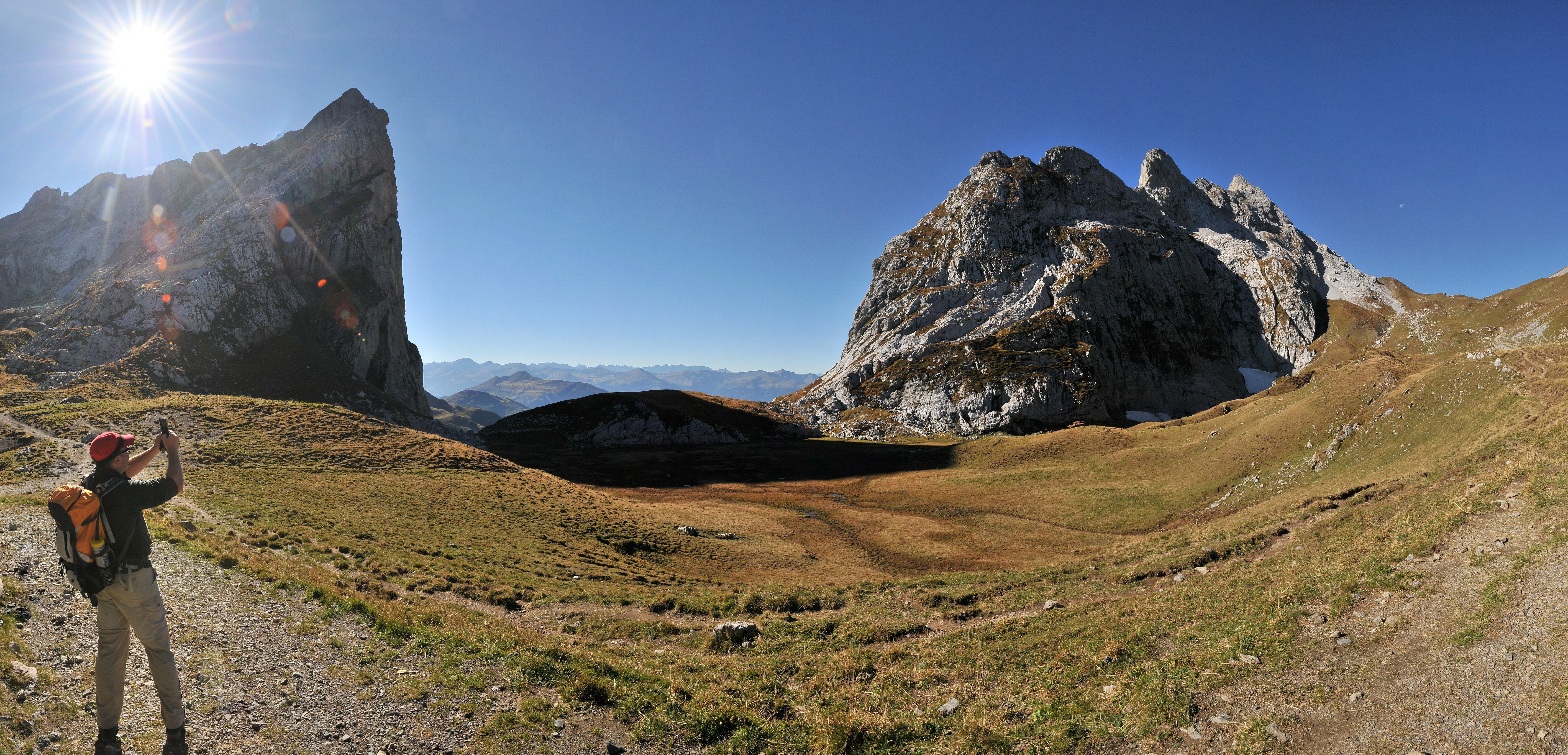
Schweizer Tor, ganz rechts das Verajoch

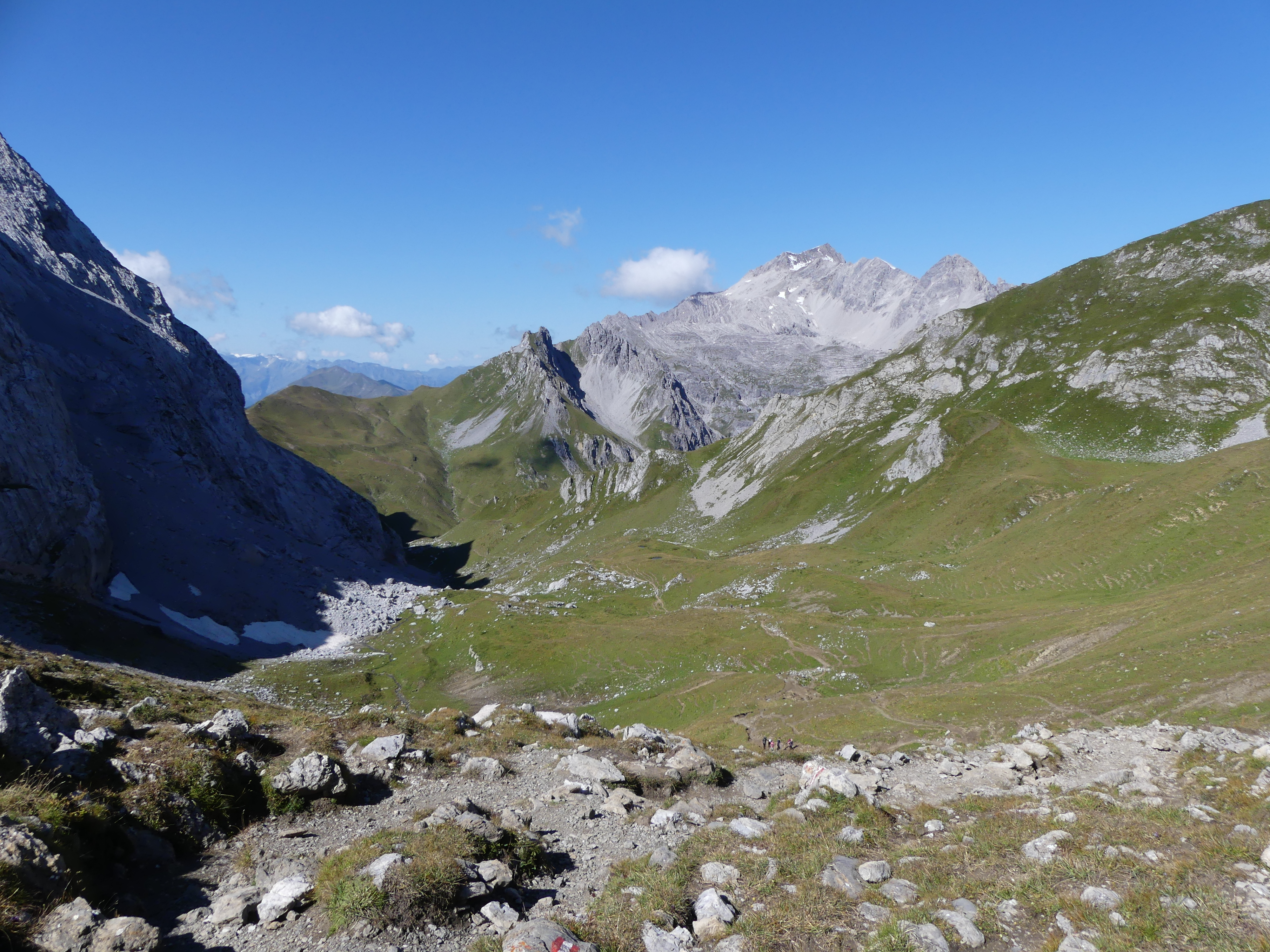
Westseite des Verajochs Richtung Lünersee, Schesaplana

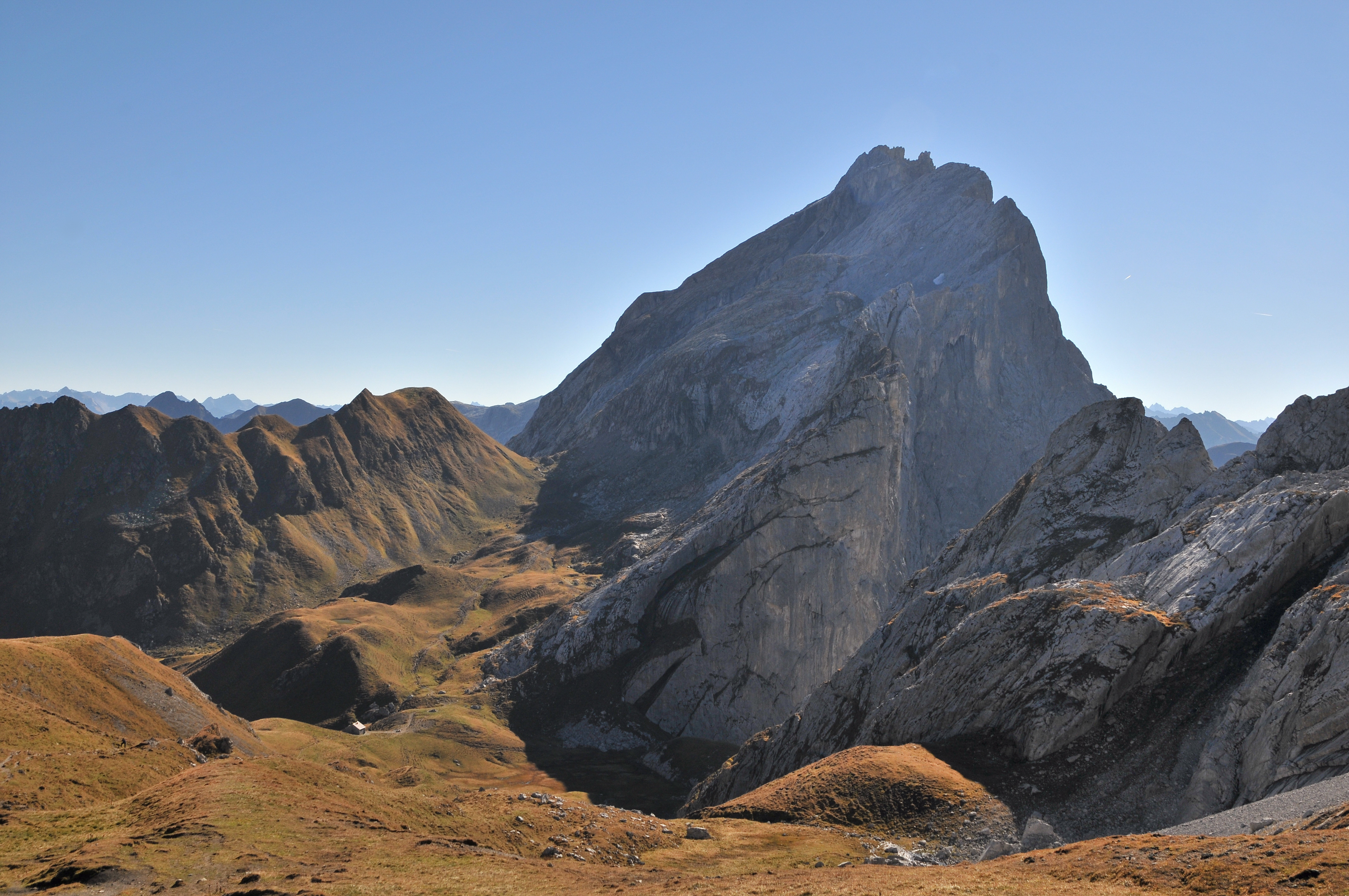
Ostseite des Verajochs Richtung Schweizer Tor und Drusenfluh

Das Verajoch ist ein 2330 m hoher Bergsattel und gut begehbarer Gebirgspass im Rätikon im österreichischen Bundesland Vorarlberg. Trotz der Höhenlage besteht eine fast durchgängige Vegetationsdecke.

## Lage
Das Verajoch liegt geographisch in der Kirchlispitzengruppe des Rätikons. Südlich erheben sich die steilen Felswände der Kirchlispitzen (Hauptgipfel 2552 m). Nördlich liegt der Verakopf (2432 m) und eine Bergkette mit Roßberg und Zaluandakopf. Nach Westen fällt das Gelände ab entlang dem Värabach bis zum Lünersee, also zum hintersten Brandnertal. Nach Osten geht es hinunter bis zum Zaluandabach in der Nähe des Schweizer Tors, am Talschluss des Rellstals. Das Verajoch ist der südlichste Übergang zwischen Brandnertal und Rellstal. Weiter nördlich liegen die Lünerkrinne und das Saulajoch.
Politisch liegt das Verajoch mit dem Lünersee und dem Rellstal in der Monafoner Gemeinde Vandans.
| Brandnertal Lünersee | Zaluandakopf Verakopf | Rellstal                |
| Lünersee Alpe        |                       | Zaluanda Alpe - Öfapass |
| Gafalljoch           | Kirchlispitzen        | Schweizer Tor           |

## Wasserscheide
Das Verajoch liegt an der Wasserscheide von Alvier und Rellsbach. Der Abfluss läuft westlich über den Värabach, Lünersee, Alvier zur Ill. Östlich fließt das Wasser über kleinste Gerinne zum Zaluandabach, dieser wird zum Rellsbach und mündet in die Ill.

## Erschließung
Ein Wanderweg führt vom Lünersee zum Schweizer Tor. Von dort kann man weiter über den Öfapass zur Lindauer Hütte, über das Schweizer Tor zum Grüscher Älpli in der Schweiz oder hinunter ins Rellstal.
Der Zentralalpenweg (02) führt mit der Etappe 44 (Tilisunahütte - Schwarze Scharte - Bilkengrat - Lindauer Hütte - Öfapass - Schweizer Tor - Verajoch - Lünerseealpe - Totalphütte) über das Verajoch.

## Naturschutz
Das Verajoch liegt im seit 1966 geschützten Landschaftsteil Rellstal und Lünerseegebiet und am Rande des Großraumbiotops Ruches Täli. Dieses Großraumbiotop ist ein naturnaher hochalpiner Biotopkomplex mit seltenen Arten und Habitaten. Es ist Lebensraum für die klassische alpine Tierwelt. Durch die geologische Vielfalt entstand eine biologische Vielfalt. Beispielsweise gibt es hier Bastard-Alpenrosen (Rhododendron intermedium), Almrausch (Daphne striata) und den Zarten Enzian(Gentianella tenella). Hier leben auch relativ viele Schneehühner (Lagopus mutus).